# USS Saidor (CVE-117)
L’USS Saidor (CVE-117) est un porte-avions d'escorte de la classe Commencement Bay lancé en 1945. Il n'a pas eu le temps de servir durant la Seconde Guerre mondiale et a surtout participé aux essais nucléaires de 1946 en tant que transport d'avions photographiques.

## Conception
La classe Commencement Bay devait compter 33 navires. Mais comme leur construction ne commença que peu avant la fin de la Seconde Guerre mondiale, seules 10 unités furent mises en service. Ce concept s'inspirait d'un projet de pétrolier et, lors de la construction, on avait tenu compte dès le départ de leur utilisation finale, ce qui avait permis d'éliminer bien des problèmes rencontrés dans les classes précédentes de porte-avions d'escorte. C'est pourquoi ces navires furent les seuls à être encore employés après 1945.

## Histoire
L'USS Saidor fut lancé trop tard pour participer à la Seconde Guerre mondiale mais servit à transporter les avions de reconnaissance-photo pendant les essais atomiques sur l'atoll de Bikini.